# Diecezja Gamboma
Diecezja Gamboma (łac. Dioecesis Gambomensis) – rzymskokatolicka diecezja ze stolicą w Gambomie, w Kongu. Biskupi Gambomy są sufraganami arcybiskupów Brazzaville.
W diecezji służy 2 braci i 12 sióstr zakonnych.
Patronką diecezji jest św. Katarzyna ze Sieny.

## Historia
22 lutego 2013 papież Benedykt XVI erygował diecezję Gamboma. Była to ostatnia diecezja erygowana za pontyfikatu tego papieża. Dotychczas wierni z tych terenów należeli do diecezji Owando.

## Biskupi Gambomy
- Urbain Ngassongo (2013 - nadal)